# Raquel Camaña

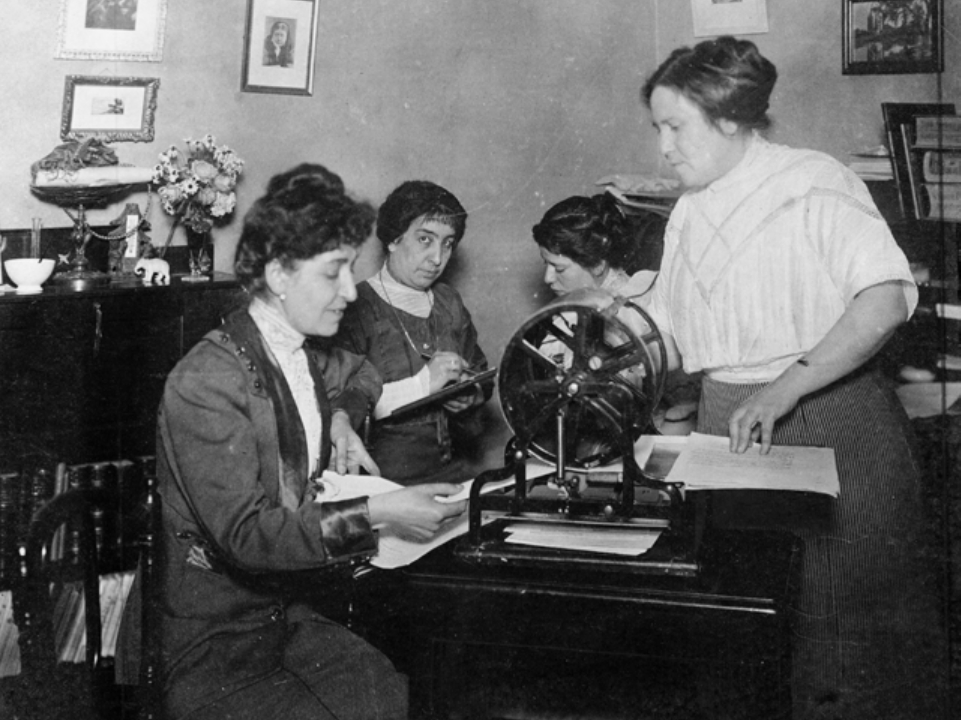
Raquel Camaña junto a Julieta Lanteri

Raquel Camaña (Buenos Aires, 30 de septiembre de 1882-Buenos Aires, 21 de octubre de 1915), fue una pedagoga argentina que bregó por la inclusión de la educación sexual en las currículas argentinas y la creación de escuelas mixtas.

## Biografía
Estudió en la Escuela Normal Nacional de La Plata (provincia de Buenos Aires), bajo la dirección de la educadora estadounidense Mary Olstine Graham, quien había sido convocada por el presidente Domingo F. Sarmiento. Luego se diplomó en la Escuela Normal de Lenguas Vivas de Buenos Aires. Asistió también a algunos cursos de la Facultad de Filosofía y Letras (UBA), a los de Lógica dictados por José Nicolás Matienzo y a los de Psicología brindados por José Ingenieros.
En 1910, se desempeñó como relatora oficial sobre educación sexual ante el Congreso de Medicina e Higiene del Centenario Argentino, y fue delegada oficial del Comité de Higiene ante el Tercer Congreso Internacional de Higiene Escolar ―reunido en París (Francia) en agosto de 1909—. Su actuación como delegada oficial en dicho Congreso, le valió ser invitada a Bélgica al Congreso de Pedagogía e Higiene y a Madrid, donde brindó una serie de conferencias en el Ateneo de Madrid.
En 1910 presentó también su tesis, titulada La cuestión sexual, que recibió aprobación unánime y una recomendación por parte de la Sociedad de Higiene Pública para la inclusión de la educación sexual en las currículas académicas, formulada de la siguiente forma:

La Sociedad de Higiene Pública formula un voto porque, en los programas de Higiene y de Ciencia de la Educación, se incluya la educación e instrucción sexual en los colegios nacionales, liceos, escuelas normales e institutos superiores del profesorado (Facultad de Filosofía y Letras, facultades de La Plata, Escuela Normal Superior, Instituto de Educación Secundaria, etc.)

Ese mismo año presentó una solicitud para ser aceptada como suplente en la Cátedra de Ciencia de la Educación de la Facultad de Filosofía y Letras (de la Universidad de Buenos Aires). La siguiente fue la contestación que recibió:

En cuanto a su deseo de incorporarse al profesorado universitario, la Facultad, en la duda de si es posible abrir esa carrera por ahora al sexo femenino, ha aplazado el asunto.
Consejo Superior Universitario

A partir de las negativas recibidas, escribió un artículo titulado «El prejuicio sexual y el profesorado en la Facultad de Filosofía y Letras», que se publicó en la Revista de Derecho, Historia y Letras. Camaña escribió sus principales artículos en dicha revista.
El 19 de abril de 1902, junto a Fenia Chertkoff y a sus hermanas Adela y Mariana, Gabriela Lapèrriere de Coni, Justa Burgos Meyer, Raquel Messina y Teresa Mauli , funda del Centro Socialista Femenino de Buenos Aires (1902-1916) del Partido Socialista, que promovió campañas a favor del sufragio femenino, la igualdad de derechos civiles y jurídicos entre el hombre y la mujer, el divorcio, la supresión de la discriminación de los “hijos naturales”, la educación laica, etc.
Raquel Camaña formó parte de la Unión Gremial Femenina, fundada en 1903.
En 1913 organizó junto a Julieta Lanteri el Primer Congreso del Niño.
Murió en 1915, a los 33 años. De forma póstuma se publicó su obra Pedagogía Social, así como también El dilettantismo sentimental.